# 愛知白菜
愛知白菜（あいちはくさい）は、ハクサイの一種。

## 歴史
1875年（明治8年）、当時の清国より山東白菜が日本に持ち込まれた。愛知県栽培所において栽培に成功すると、1885年（明治18年）に愛知郡荒子村在住の野崎徳四郎が栽培に着手した。ただし、当時はほとんどが結球するに至らなかった。品種改良を繰り返し、1901年（明治34年）頃、株の中央を一回束縛するだけで結球するようになったという。1917年（大正6年）、愛知県農事試験場において愛知白菜と命名される。『大正昭和名古屋市史』は、当時の主要生産地として、堀越町・大蟷螂町・打出町・中島新町・鳴尾町・弥富町・上山町・広路町の名を挙げている。その共通した特徴としては、庄内川下流および天白川沿岸の砂質土壌であることが挙げられている。
この愛知白菜を基に野崎採種場でさらに品種改良を重ねたものが「野崎白菜」のブランドで普及しており、野崎2号はくさいは愛知県から「あいちの伝統野菜」として選定されている。